# تاداناري لي
تاداناري لي (باليابانية:李 忠成) ولد في 19 ديسمبر 1985م لاعب كرة قدم ياباني.

## روابط خارجية
- تاداناري لي على موقع الاتحاد الدولي (مؤرشف)  (الإنجليزية)
- تاداناري لي على موقع الاتحاد الأوربي (الإنجليزية)
- تاداناري لي على موقع رابطة كرة القدم اليابانية للمحترفين (اليابانية)
- تاداناري لي على موقع إي إس بي إن إف سي (الإنجليزية)
- تاداناري لي على موقع قاعدة بيانات كرة القدم.إي يو (الإنجليزية)
- تاداناري لي على موقع ناشيونال فوتبول تيمز (الإنجليزية)
- تاداناري لي على موقع Soccerbase.com (لاعب) (الإنجليزية)
- تاداناري لي على موقع Soccerway.com (الإنجليزية)
- تاداناري لي على موقع عالم كرة القدم.نت (الإنجليزية)
- تاداناري لي على موقع أوليمبيديا (الإنجليزية)